# Cool Papa Bell
James Thomas "Cool Papa" Bell (17 de mayo de 1903 - 7 de marzo de 1991), fue un beisbolista que jugó como jardinero central estadounidense en las Ligas Negras, considerado por muchos observadores de béisbol como uno de los hombres más rápidos en jugar el juego. Fue elegido al Salón de la Fama del Béisbol en 1974.

## Muerte
"Cool Papa" Bell murió en su hogar en San Luis, Misuri a los 87 años de edad. En su honor, la ciudad renombró Dickson Street como "James 'Cool Papa' Bell Avenue".